# Purperen zeenaaktslak
De violette draadslak of purperen zeenaaktslak (Flabellina affinis) is een zeenaaktslak uit de familie van de waaierslakken (Flabellinidae). De wetenschappelijke naam van de soort werd in 1791 voor het eerst geldig gepubliceerd door Johann Friedrich Gmelin.

## Kenmerken
Het lichaam van deze zeenaaktslak is lichtpaars van kleur. De toppen van de cerata (dorsale papillen) zijn ook paars, maar meestal donkerder van kleur dan het lichaam. Vooral in de beide onderste delen glinsteren de vertakkingen van de middendarmklier oranjerood. De uiteinden van de papillen zijn transparant, met vlak daaronder een witte pigmentring die de cnidosac maskeert. Ook de uiteinden van de koptentakels en de rinoforen hebben een punt met witte pigmentvlekken. Het dier heeft netelcellen (cnidocyten) in zijn rugstekels (cerata), waarmee het zich verdedigt. De soort kan een lengte bereiken van 50 mm.

## Leefwijze
Het dier voedt zich voornamelijk met eudendrium-hydroïdpoliepen en kwallen.

## Verspreiding en leefgebied
De soort komt voor in de Atlantische Oceaan met name aan de kusten van Portugal tot Ghana en de Canarische Eilanden de Middellandse Zee en de Adriatische Zee op diepten tot 50 meter. In juni 1999 werden de eerste twee Nederlandse exemplaren aangetroffen in de Oosterschelde. Sindsdien regelmatig aanwezig in de centrale en westelijke Oosterschelde. Deze soort is nog niet aangetroffen in het Grevelingenmeer of de Waddenzee.